# Dokan
Dokan Libraryは、Windows用ソフトウェアインターフェイスである。Windowsのカーネルに関する知識が必要なデバイスドライバを作成しなくても、独自のファイルシステムを作成できる機能を提供する。これは、Dokan カーネルドライバがユーザースペースのファイルシステムプログラムとWindowsカーネルの橋渡しをすることで実現している。つまり、Unix系オペレーティングシステムのFUSEと同等の機能を持つ。
また、CygwinやMinGWでビルドすることができラッパーによって、FUSEファイルシステムとの互換性も提供している。
Dokan は自由ソフトウェアであり、GNU Lesser General Public License、MIT License でライセンスされている。
もともとは淺川浩紀が情報処理推進機構の2006年　未踏ソフトウェア創造事業「未踏ユース」にて開発を行った。

## 派生プロジェクト
現在 Dokan は2011年1月10日のバージョン0.6.0のリリースを最後に新しいバージョンがリリースされておらず、プロジェクトページも消滅している。
一方、 バグフィックスのために有志によって DokanX がフォークし、その DokanX の開発も停滞したため、さらに Dokany がフォークした。
2016年11月現在Dokanyが頻繁にメンテナンスされており、またISLOG社によってコードサイニングされている。